# 弗兰科利塞
弗兰科利塞（義大利語：Francolise），是意大利卡塞塔省的一个市镇。总面积40平方公里，人口5000人，人口密度125.0人/平方公里（2009年）。ISTAT代码为061036。